# Hokej na ledu na Zimskih olimpijskih igrah 1994
Hokej na ledu je bil na Zimskih olimpijskih igrah 1994 osemnajstič olimpijski šport. Hokejski olimpijski turnir je potekal med 12. in 27. februarjem 1994. Zlato medaljo je osvojila švedska reprezentanca, srebrno kanadska, bronasto pa finska, v konkurenci dvanajstih reprezentanc.  

## Dobitniki medalj
| Zlato | Srebro | Bron |
| Švedska | Kanada | Finska |
| Håkan Algotsson Tomas Jonsson Christian Due-Boje Patrik Juhlin Leif Rohlin Magnus Svensson Roger Hansson Håkan Loob Fredrik Stillman Stefan Örnskog Niklas Eriksson Daniel Rydmark Jonas Bergkvist Kenny Jönsson Jörgen Jönsson Peter Forsberg Charles Berglund Andreas Dackell Mats Naslund Roger Johansson Tommy Salo Patric Kjellberg Michael Sundlöv | Corey Hirsch Adrian Aucoin Derek Mayer Brad Werenka Ken Lovsin Todd Hlushko Fabian Joseph Paul Kariya Dwayne Norris Greg Johnson Brian Savage Wally Schreiber Todd Warriner Greg Parks Mark Astley Jean Yves Roy Chris Kontos David Harlock Manny Legace Allain Roy Chris Therien Brad Schlegel Petr Nedved | Pasi Kuivalainen Marko Kiprusoff Erik Hämäläinen Timo Jutila Pasi Sormunen Janne Ojanen Esa Keskinen Saku Koivu Janne Laukkanen Marko Palo Raimo Helminen Mika Alatalo Ville Peltonen Jere Lehtinen Hannu Virta Sami Kapanen Mika Strömberg Tero Lehterä Petri Varis Jukka Tammi Jarmo Myllys Mika Nieminen Mikko Mäkelä |

## Končni vrstni red
1. Švedska
2. Kanada
3. Finska
4. Rusija
5. Češka
6. Slovaška
7. Nemčija
8. ZDA
9. Italija
10. Francija
11. Norveška
12. Avstrija